# Palaeoloxodon lomolinoi
Espèce
Palaeoloxodon lomolinoi est une espèce fossile de proboscidiens de la famille des Elephantidae.

## Aire de répartition
La localité type de cet éléphant est la rivière Trypiti, à Naxos, aux Cyclades (Grèce).

## Paléoenvironnement
Il vivait à l'époque géologique du Pléistocène supérieur.

## Étymologie
L'épithète spécifique est nommée en l'honneur de Mark Lomolino, en raison de sa contribution à la connaissance de la biogéographie insulaire.

## Taxinomie
Cette espèce a été décrite pour la première fois en 2014 par les naturalistes Alexandra Anna E. van der Geer, George A. Lyras, Lars W. van den Hoek Ostende, John de Vos et Hara Drinia.

## Taxonomie
Espèces notables de Palaeoloxodon :
- Palaeoloxodon antiquus (Europe, Moyen-Orient, Asie), était un peu plus grand que les Éléphants d'Afrique modernes
- Palaeoloxodon chaniensis (Crête), un éléphant nain
- Palaeoloxodon cypriotes (Chypre), un éléphant nain
- Palaeoloxodon falconeri (Sicile et Malte), un éléphant nain
- Palaeoloxodon mnaidriensis (Sicile), un éléphant nain
- Palaeoloxodon namadicus (Asie)
- Palaeoloxodon  naumanni (Sud du Japon)
- Palaeoloxodon recki (Afrique de l'est), le plus ancien et l'une des plus grandes espèces (a vécu il y a 4 à 0,6 millions d'années)[2].
- Palaeoloxodon lomolinoi